# Джинн дома
«Джинн дома» (англ. Genie in the House) — британский сериал канала «Никелодеон», рассказывающий о жизни вдовца Филиппа с двумя дочерьми (Эммой и Софи), который находит в доме старую пыльную лампу. В лампе оказывается джинн по имени Адил, приговорённый к жизни в лампе на 1000 лет. Филип запрещает использование магии в доме, но сестры постоянно попадают в неприятности, используя исполнение желаний джинном. Их мать никогда не упоминается, кроме серии о дне рождения Адила, где Филипп говорит, что он вдовец.
Шоу основано на оригинальной идее — коллективной работе Фила Окса (французский продюсер и режиссёр), Стивена Бавола (американский режиссёр, который сказал, что хочет сделать Англию «Новой Америкой»), Изабель Дуберне и Эрика Фюрера — сериал является совместной продукцией Великобритании и Франции, инвестированное французской компанией Moi j’aime la.
Рабочее название сериала «You Wish!» («Ты желаешь!») было использовано для пилотной серии, но стало известно, что в США существует ситком с таким названием, поэтому его заменили на «Genie in the House».
Тема шоу была написана исключительно для сериала, автор музыки — Жан де Агуар, слов — Кевин Элдон. Исполнитель — Вики Лонгли, Кэти Шеридан.
Первый сезон был записан в «Elstree Film and Television Studios» в Борхемвуде, Хертфордшир, и показан 29 мая 2006. В настоящее время показ повторяется на канале Никелодеон в Великобритании. Второй сезон начали снимать в BBC Elstree Centre 29 июня 2007 года и показали в октябре 2007. Сериал был продан для показа в страны: Турция, Франция, Италия, Испания, Португалия, Россия, Украина, Индия, Нидерланды и Австралия.
Последний третий сезон снимали в Twickenham Film Studios, Лондон и показали в июне 2008, закончив историей из трёх частей «Легенда о драконе», снятой в Париже и окружающей местности.

## Персонажи
- Адил — джинн из волшебной лампы, которую нашёл Филип у себя в доме. Выглядит как подросток 15 лет, но в действительности ему полторы тысячи лет. Попал в свою лампу фактически случайно, когда спрятался в неё от преследовавших его хулиганов. Несмотря на запрет использовать магию, все время делает это для сестер и навлекает на них и себя неприятности.
- Филип Нортон — отец Эммы и Софи. День рождения - 24 апреля. Гениальный Инженер. Работает дизайнером и конструктором необыкновенных вещей домашнего обихода. Очень талантлив, но порой имеет проблемы с идеями. Недолюбливает магию, но привязан к Адилу и приобщил его ко всем своим любимым видам спорта. Категорически запретил Адилу исполнять желания дочерей по трём причинам :
  - Очень вредно получать желаемое простыми методами, щелкнув пальцами
  - Если кто-то узнает, что в доме джинн, жизнь может стать очень трудной
  - Адил почти всегда исполняет желания некорректно, навлекая на всех неприятности.
- Софи Нортон — старшая сестра. Умная, любит читать, её любимые предметы — физика, химия, история и география и она собирается поступить в университет, чтобы изучать разные науки и языки. Любит Адила за то, что он никогда не перестает задавать вопросы, а она любит отвечать на них. Обычно не загадывает желания, но изредка всё же позволяет себе это, за что сама же себя и наказывает.
- Эмма Нортон — младшая сестра. Часто бывает очень ленива и своенравна. Учится в школе без труда, но и без особых успехов. Выходные и каникулы проводит вне дома, на вечеринках и праздниках, а её любимая тема для обсуждения - мальчики. Любит Адила за то, что он интересно рассказывает истории (как правдивые, так и лживые). Если бы не боялась запрета отца, загадывала бы желания каждый день.
- Макс Бакстер — школьный друг Филипа. Владеет компанией Max Baxter Industries, где Филип работает дизайнером. Считает Адила иностранным студентом. Часто присваивает себе идеи или изобретения Филипа. Впервые появляется примерно в начале первого сезона. В одной из серий узнал правду об Адиле и заполучил его лампу, сделав себя владельцем всех мировых телеканалов и компаний, но это оказалось для него непосильно и он загадал желание изменить прошлое, чтобы он никогда не узнал тайну.
- Кэролайн Смарт — соседка сестер и Филипа. Предполагалась как возможная возлюбленная Филипа. Во втором и третьем сезонах не появляется (упоминается, что она вышла замуж и уехала во Францию). Возможно, актриса, исполняющая её роль, расторгла контракт.
- Аннабелль Скотт — школьный враг Эммы. Своенравная, высокомерная и подлая. Вечно пытается украсть идеи Эммы или опозорить её, но в итоге всегда остаётся с носом. В одной из серий узнала правду об Адиле и попыталась влюбить его в себя, чтобы заполучить лампу и загадать желание завладеть миром, но герои разоблачили её и стёрли память.

## В ролях

### Главные роли
- Адам Морриc — Филипп Нортон
- Вики Лонгли — Эмма Нортон
- Кэти Шеридан — Софи Нортон
- Джордан Меткалф — джинн Адил
- Ангус Кеннеди — Макс Бакстер

### Также в ролях
- Эллен Листер — Мелисса Фокс
- Филип Фокс — мистер Престон
- Николас Кан — Абдаб
- Виктория Гэй — Кэролайн Смарт
- Ханна Тойнтон — Анабель Скотт
- Арабелла Уэйр — Пегги
- Тео Фрейзер Стил — Оуэн
- Даррен Джон — Клайв
- Джек Блумено — Гарольд

### Другие
- Питер Перальта — Али-Баба
- Ричард Фриман — Далл Халл
- Лейла Пелегрини — Айша
- Натан Гай — принц Отто
- Джессика Эшворт — Шона
- Кэти Бартроп — мисс Мейер
- Гарри Ллойд — Нев
- Пикси Лотт — танцовщица
- Кейли Батчелор
- Лайн Джонсон
- Дэниэль Митчел
- Элеанор Уайлд
- Джони Лайн-Пиркис — мистер Остерман
- Мэттью Лейтч — Мамон
- Оливия Кэффри — Нанетт
- Дэвид МакМаллен — Фрэнк МакКартни
- Джорджия Слоуи — Бонни Свифт
- Кристал Арчер — Линди Лу
- Александер Уилсон — Лен
- Том Андервуд — мумия
- Дебора Алоба — Джамола
- Сьюзан Кайд — Джамилла
- Элизабет Конбой — леди Изабелла
- Глайн Ангелл
- Джошуа Бауман
- Джермейн Линч — школьная подруга
- Эрик Коуллас

## История
«Джинн в доме» сильно изменился со времени его дебюта 29 мая 2006 года и первых трех-четырёх серий.

### Дебют
Сначала сериал был не очень популярен, его воспринимали как регулярную программу, а не шоу. В первом эпизоде «Clones», было мало звуковых эффектов, музыки и смеха, и диалоги произносились неотчетливо.
Хотя мимика персонажей не была разнообразной, спецэффекты вызывали восхищение (например, клоны Эммы и Софи), огромная зияющая дыра на кухне в стене, зелёный монстр, созданный по ошибке. Персонаж Кэролайн Смарт сначала не был принят зрителями, её критиковали за её прыгающую речь и вид домохозяйки. На сайте фильма она была выбрана худшим персонажем сериала. Хотя с продолжением сериала содержание эпизодов стало более комедийным, количество зрителей увеличилось.

### Рост популярности
Сериал продолжался, к нему относились как к тому, что стоит смотреть. Серия «Girlband» имеет самый высокий рейтинг, по данным официального сайта сериала. Улучшились спецэффекты, музыка, было добавлено четыре варианта закадрового смеха. «Cuckoo in the Lamp» также имела высокий рейтинг.

### Пик
С момента показа серии «Maxed Out», первой серии второй половины 1 сезона, которую показали 3 июня 2007, «Джинн дома» стал очень популярным сериалом и вскоре приобрёл первое место среди сериалов Великобритании канала Nickelodeon, опередив сериалы «Дрейк и Джош» и «Ned’s Declassified School Survival Guide». В дальнейших эпизодах, таких как «Game On», «For Your Spies Only» и «Emma TV», были задействованы более крупные места съёмок (база S.O.P.H.I.E., Emma TV Studio, замок и т. д.), чем простые комнаты. Были добавлены более дорогие спецэффекты, такие как футуристическая обстановка в серии «No Time Like the Future», анимационный тираннозавр в конце, эффекты DVD-контроля в «Control Freak» и другое. Эти серии популярны до сих пор.

### Возвращение
Второй сезон начался 5 ноября 2007. «The Blob» занял место на вершине рейтинга, опередив серию Губка Боб Квадратные Штаны «Boat Smarts/Good Ol' Whatshisname». Следующие четыре серии, «I feel Like Singing», «Return of Abdab», «Genie Swap» и «Soap Opera» были также популярны, и хотя «Genie Swap» подвергся критике, второй сезон был принят хорошо. На следующей неделе произошло снижение. «Eau de Sophie» имел несколько меньшее число зрителей, потерял рейтинг. Следующая серия, «Super Max» была отложена на две недели. Вместо неё была показана «Genie Swap». Число зрителей снизилось ещё больше. Хотя серия «Juice Wars» подняла рейтинг, показав новую локацию (The Juice Bar) и нового персонажа Оуэна. Любвеобильный персонаж Фаззи очень понравился фанатам. Новый персонаж Клайв был представлен как возлюбленный Софи. Последние два эпизода, «My Chair Lady» и «Junior Genie» подняли рейтинг выше. «Super Max» показали неделей позже. Оставшиеся серии 2 сезона показали в апреле 2007. Третий сезон снимался с конца июня до конца сентября 2008 года в Twickenham Film Studios на юго-востоке Лондона. Это был последний сезон из 26 серий. Клайв продолжал быть возлюбленным Софи. Гигантские дети в «Pony Tale», пираты в «Yo Ho Adil», Звёздные войны в «Max Actor», пара двухсерийных эпизодов, и сезон кончился трёхсерийной историей «Легенда о драконе» где были показаны актёры, наконец вышедшие из студии на улицы Парижа. Первая партия эпизодов 3 сезона вышла в эфир в ноябре 2008 года, остальные — в апреле и мае 2009, в том числе «Легенда о драконе».

## Музыка
- There’s a Genie in the House — Лоррейн Пирсон
- Tropical Girl — Кевин МакДермотт и The Ashley B
- The Pineapple Song — Ayshea

## Серии
| Сезон | Сезон   | Серий | Начало         | Окончание       |
| ----- | ------- | ----- | -------------- | --------------- |
|       | 1 сезон | 26    | 29 мая 2006    | 30 октября 2006 |
|       | 2 сезон | 24    | 5 ноября 2007  | 27 мая 2008     |
|       | 3 сезон | 11    | 3 ноября 2008  | 5 января 2009   |
|       | 4 сезон | 15    | 3 августа 2009 | 29 августа 2009 |

## Будущее сериала
- Так как «Никелодеон» больше не инвестирует сериал, режиссёры планируют три фильма на основе шоу. Первый из них планировали снимать в 2011 году, но, проведя в производственном аду до 2014 года, фильм был отменён. Официальный сайт сериала также был закрыт.